# Taiyuan Metro
Taiyuan Metro ist die U-Bahn der chinesischen Stadt Taiyuan in der Provinz Shanxi. Seit Ende 2020 ist eine erste Linie in Betrieb.

## Linie 2
Ende Dezember 2020 wurde die Linie 2 eröffnet. Sie verläuft in Nord-Süd-Richtung von Jiancaoping nach Xiqiao. Die Strecke wird fahrerlos im ATO-Betrieb (GoA4) mit 6-Wagen-Zügen betrieben, die Höchstgeschwindigkeit beträgt 80 km/h. Die Stationen sind mit Bahnsteigtüren versehen.

## Weiterer Ausbau
Die seit Ende Dezember 2019 in Bau befindliche Linie 1 wird die Stadt in Ost-West-Richtung durchqueren und den Südbahnhof mit dem Bahnhof Taiyuan verbinden. Deren Inbetriebnahme ist für Frühjahr 2025 vorgesehen. Weitere Linien sind in Planung.